# Heinz Rettig
Max Richard Heinz Rettig, född 18 februari 1920 i Potsdam, död 20 maj 2003 i Skövde
, var en tysk-svensk psykiater.
Rettig avlade läkarexamen i Würzburg 1943 och innehade olika läkarförordnanden i Berlin 1943–49, var bataljonsläkare i Italien 1944–45 och poliklinikläkare i Berlin 1949–52. Han bosatte sig därefter i Sverige, där han först var extra läkare vid Sollidens sanatorium i Östersund 1952–53 och underläkare vid Umedalens sjukhus 1953–57. Efter att sistnämnda år ha erhållit Kungl. Maj:ts tillstånd att utöva läkekonsten i Sverige var han tillförordnad förste läkare på Umedalens sjukhus till 1964, då han blev överläkare och styresman vid Hälsinge sjukhus i Bollnäs. Han var även tillförordnad psykiatrisk konsult vid Umeå lasarett.